# Ringsted Flyveplads
Ringsted Flyveplads (ICAO-lufthavnskode EKRS) er en flyveplads cirka 2 kilometer sydøst for Ringsted by. Den bruges om dagen under visuelflyvereglerne og drives af Midtsjællands Motorflyveklub.

## Startbane
Flyvepladsens 733 meter lange startbane er af græs, og har banenumrene 05 i den sydvestlige ende, og 23 i den nordøstlige ende. Tærsklen på bane 23 er forskudt og landdistancen er derfor 643 meter. Startbanen er omgivet af en sikkerhedszone, der også bruges som rullevej.
I det nordlige hjørne af flyvepladsen ud mod Haslevvej, er der etableret en heliport til brug for Region Sjællands ambulancehelikopter. Her er der etableret en selvstændig landingsplads udført i beton for helikopteren, mandskabsfaciliter i en ny bygning, samt parkeringsplads for kørende hertil.

## Radioflyveplads
Til flyvepladsen er knyttet en bestemt radiokanal, som primært bruges af de fly, der flyver til og fra flyvepladsen til at orientere hinanden om deres tilstedeværelse og hensigter. Der kan lejlighedsvis sidde en person ved en radio på samme frekvens nede på selve flyvepladsen, men vedkommende er ikke flyveleder, og har ikke autoritet til at give flyene klareringer ("ordrer").
Af hensyn til sikkerheden omkring starter og landinger, meddeles ambulancehelikopterens udrykninger over denne kanal. Fly på og omkring flyvepladsen, skal i disse tilfælde i videst muligt omfang give plads til helikopteren.